# 山室信一
山室 信一（やまむろ しんいち、1951年（昭和26年）8月23日 - ）は、日本の歴史学者・政治学者。専門は、近代日本政治史・近代法政思想連鎖史。京都大学名誉教授。

## 経歴
1951年、熊本県熊本市で生まれた。1970年に熊本県立熊本高等学校を卒業し、東京大学法学部政治学科に進んだ。1975年に同大学を卒業。
1975年4月、衆議院法制局参事となった。1978年4月、東京大学社会科学研究所助手に採用された。1983年、東北大学文学部附属日本文化研究施設講師に転じた。1985年に助教授昇格。翌1986年に京都大学人文科学研究所助教授となった。
1998年5月、同教授に昇格。2003年、学位論文『思想課題としてのアジア:基軸・連鎖・投企』を京都大学に提出して法学博士号を取得。2013年から2015年まで、同研究所所長を務めた。 2017年に京都大学を定年退任し、名誉教授となった。
委員
日本国内では各種研究助成の審査委員を、海外でも様々な学術交流の委員を務めている。
- 東アジア歴史研究フォーラム委員
- 台湾大学日本研究中心評議員
- 中華民国日本学叢書海外編輯委員
- 中国・南開大学日本研究所客座教授
- 中国・清華大学日本研究中心学術顧問

## 受賞・栄典
受賞
- 1985年： 毎日出版文化賞を受賞。『法制官僚の時代』に対して
- 1985年： 長谷川如是閑賞を受賞。
- 1993年： 吉野作造賞 を受賞。『キメラ　満洲国の肖像』
- 2002年： アジア・太平洋賞特別賞を受賞。『思想課題としてのアジア』
- 2008年：第11回司馬遼太郎賞を受賞。『憲法9条の思想水脈』

叙位・叙勲
- 2009年（平成21年）秋 紫綬褒章[6]

## 研究内容・業績
研究対象と方法についての自ら回顧したものとして、「史料に導かれてー連鎖視点への歩み」（『アジアの思想水脈ー空間思想学の試み』人文書院、2017年）がある。

## 著作

### 単著
- 『法制官僚の時代　国家の設計と知の歴程』木鐸社、1984年12月。
- 『近代日本の知と政治　井上毅から大衆演芸まで』木鐸社、1985年5月。
- 『キメラ　満洲国の肖像』中央公論社〈中公新書〉、1993年7月。ISBN 4-12-101138-4。
  - 『キメラ　満洲国の肖像』（増補版）中央公論新社〈中公新書〉、2004年7月25日。ISBN 4-12-191138-5。
- 『思想課題としてのアジア　基軸・連鎖・投企』岩波書店、2001年12月14日。ISBN 4-00-023349-1。
- 『ユーラシアの岸辺から　同時代としてのアジアへ』岩波書店、2003年3月28日。ISBN 4-00-002352-7。
- 『日露戦争の世紀　連鎖視点から見る日本と世界』岩波書店〈岩波新書 新赤版958〉、2005年7月20日。ISBN 4-00-430958-1。
- Yamamuro, Shin'ichi (2005). Manchuria under Japanese Dominion: Encounters with Asia. trans. by Fogel, Joshua A.. Pennsylvania University Press. ISBN 0-8122-3912-1
- 『憲法9条の思想水脈』朝日新聞社〈朝日選書 823〉、2007年6月20日。ISBN 978-4-02-259923-0。
- 『複合戦争と総力戦の断層　日本にとっての第一次世界大戦』人文書院〈レクチャー第一次世界大戦を考える〉、2011年1月15日。ISBN 978-4-409-51113-8。
- 『アジアの思想史脈　空間思想学の試み』（人文書院、2017年4月）
- 『アジアびとの風姿　環地方学の試み』（人文書院、2017年4月）
- 『モダン語の世界へ 流行語で探る近現代』岩波書店〈岩波新書 新赤版〉、2021年4月。ISBN 978-4-00-431875-0。
- 『アジアはいかに作られ、モダンはいかなる変化を生んだのか？ー空間アジアの形成と生活世界の近代・現代』（日本語版・中文版）2022年6月。SGRA　REPORT.No.98.ATSUMI INTERNATIONAL FOUNDATION.
- 『モダンの衝撃とアジアの百年ー異中同あり、通底・反転するグローバリゼーション』（日本語版・中文版）2023年6月。SGRA　REPORT.No.102.ATSUMI INTERNATIONAL FOUNDATION.

### 共著
- 『「戦後80年」はあるのか』集英社（集英社新書）、2016年8月
- 『本当は怖い自民党改憲草案』法律文化社、2017年7月。ISBN 978-4-589-03859-3。
- 『大正＝歴史の踊り場とは何か 現代の起点を探る』講談社〈講談社選書メチエ〉、2018年5月。ISBN 978-4-06-511639-5。
- 『唱歌の社会史 なつかしさとあやうさと』メディアイランド、2018年6月。ISBN 978-4-904678-58-9。
- 『世界史としての第一次世界大戦』宝島社〈宝島社新書〉、2020年1月。ISBN 978-4-299-00239-6。

### 編著
- 山室信一 編・解説, ed. (1987), 明治期社会科学翻訳書集成, 97リール (マイクロフィルム版 ed.), ナダ書房
- 山室信一 編・解説, ed. (1989), 明治期学術・言論雑誌集成, 88リール (マイクロフィルム版 ed.), ナダ書房
- 山室信一 編 編『日本・中国・朝鮮間の相互認識と誤解の表象　国際シンポジウム　討議集』京都大学人文科学研究所〈京都大学人文科学研究所共同研究資料叢刊 第1号〉、1998年12月。
- 山室信一 編 編『京都大學人文科學研究所所藏中江丑吉文庫目録』京都大學人文科學研究所附屬東洋學文獻センター〈東洋學文獻センター叢刊 第8冊〉、1999年3月。
- 山本武利・田中耕司・杉山伸也・末廣昭・山室信一・岸本美緒・藤井省三・酒井哲哉 編 編『空間形成と世界認識』山室信一 責任編集、岩波書店〈岩波講座「帝国」日本の学知 第8巻〉、2006年10月27日。ISBN 4-00-011258-9。
- 『人文学宣言』ナカニシヤ出版、2019年2月。ISBN 978-4-7795-1351-0。
- 『われわれはどんな「世界」を生きているのか 来るべき人文学のために』ナカニシヤ出版、2019年4月。ISBN 978-4-7795-1392-3。

### 共編・校注
- 『学問と知識人』松本三之介・山室信一 校注、岩波書店〈日本近代思想大系 10〉、1988年6月22日。ISBN 4-00-230010-2。
- 『言論とメディア』松本三之介・山室信一 校注、岩波書店〈日本近代思想大系 11〉、1990年5月22日。ISBN 4-00-230011-0。
- 『明六雑誌』 上、山室信一・中野目徹 校注、岩波書店〈岩波文庫 33-130-1〉、1999年5月17日。ISBN 4-00-331301-1。『明六雑誌』 中、山室信一・中野目徹 校注、岩波書店〈岩波文庫 33-130-2〉、2008年6月17日。ISBN 978-4-00-331302-2。
  - 『明六雑誌』 下、山室信一・中野目徹 校注、岩波書店〈岩波文庫 33-130-3〉、2009年8月18日。ISBN 978-4-00-331303-9。
- 古屋哲夫・山室信一 共編 編『近代日本における東アジア問題』吉川弘文館〈京都大学人文科学研究所共同研究報告〉、2001年1月。ISBN 4-642-03734-9。
- 『アジア新世紀』(全8巻) 岩波書店[7]

青木保・小杉泰・坂元ひろ子・莫邦富・山室信一・吉見俊哉・四方田犬彦 編集委員
1. 『空間　アジアへの問い』 第1巻、2002年11月8日。ISBN 4-00-026831-7。
2. 『歴史　アジアの作られかた・作りかた』 第2巻、2003年1月8日。ISBN 4-00-026832-5。
3. 『アイデンティティ　解体と再構成』 第3巻、2002年12月6日。ISBN 4-00-026833-3。
4. 『幸福　変容するライフスタイル』 第4巻、2003年2月7日。ISBN 4-00-026834-1。
5. 『市場　トランスナショナル化する情報と経済』 第5巻、2003年3月7日。ISBN 4-00-026835-X。
6. 『メディア　言論と表象の地政学』 第6巻、2003年4月11日。ISBN 4-00-026836-8。
7. 『パワー　アジアの凝集力』 第7巻、2003年5月29日。ISBN 4-00-026837-6。
8. 『構想　アジア新世紀へ』 第8巻、2003年7月11日。ISBN 4-00-026838-4。

- 『東アジア近現代通史』(全10巻,別巻1) 岩波書店

和田春樹・後藤乾一・木畑洋一・山室信一・趙景達・中野聡・川島真編集委員
- 第1巻『東アジア世界の近代 19世紀』
- 第2巻『日露戦争と韓国併合 19世紀末～1900年代』
- 第3巻『世界戦争と改造 1910年代』
- 第4巻『社会主義とナショナリズム 1920年代』
- 第5巻『新秩序の模索 1930年代』
- 第6巻『アジア太平洋戦争と「大東亜共栄圏」 1935～1945年』
- 第7巻『アジア諸戦争の時代 1945～1960年』
- 第8巻『ベトナム戦争の時代 1960～1975年』
- 第9巻『経済発展と民主革命 1975～1990年』
- 第10巻『和解と協力の未来へ 1990年以降』
- 別巻『アジア研究の来歴と展望』

- 『東アジア近現代通史』岩波書店 2014年

### 論文
- 「国民国家と国民帝国への眼差し」徐興慶編『近代東アジアのアポリア』臺大出版中心, 2014
- 「橘樸：日中そしてアジアと世界のありうべき途を求めて」趙景達ほか編『東アジアの知識人4』有志舎, 2014
- 「思想連鎖のなかの「人の支配」と立憲主義」『法律時報』86巻8号, 2014年7月
- 「東アジア史における第一次世界大戦」『思想』1086号, 2014年10月
- 「日本とアジア・西洋」黒住真ほか編『方法』(日本思想史講座 5) ぺりかん社, 2015
- 「未完の『東洋平和論』」李泰鎮ほか編『安重根と東洋平和論』日本評論社、2016[8]
- 「国民帝国とナショナル・アイデンティティの逆説」川田順造編『ナショナル・アイデンティティを問い直す』山川出版社, 2017
- 「歴史戦争と歴史和解の間で－戦士と調停者の二重性をめぐって」橋本伸也編『紛争化させられる過去』岩波書店, 2018
- 「唱歌と空間心性そして植民地」『唱歌の社会史』メディアイランド, 2018
- 「民生」「がーる」「サラリーマン・職業婦人・専業主婦」「地方学」鷲田清一編『大正＝歴史の踊り場とは何か』講談社, 2018
- 「総力戦体制と満洲国そして石井部隊」吉中丈志編『七三一部隊と大学』京都大学出版会, 2022
- 「ロシアのウクライナ侵略戦争と日本の近代史」『人権と部落問題』962号, 2022
- 「ウクライナ戦争は何を教えるのか：「過去と現在の対位思考」と「百年視点」」『じっきょうー地歴・公民科資料』97号, 2023

### 海外で刊行された著作物
英文
- Manchuria Under Japanese Dominion; Encounters with Asia, Joshua A. Fogel(trans), Pennsylvania University Press.
- The Philosophy and Possibilities of An Chunggun's Unfinished On Peace in the East,in Yi Tae-Jin; Eugene Y. Park and Kirk W. Larsen eds.Peace in the East：An Chunggun's Vision for Asia in the Age of Japanese Imperialism, Lexington Books,2017.
- Form　and Function of the Meiji State in Modern East Asia,Zinbun,No.34-1,2001
- The First World War in East Asian Thought: As Seen from Japan. in Jan Schmidt,Katja Schmidtpott (eds.) The East Asian Dimension of the First World War: Global Entanglements and Japan, China and Korea, 1914-1919 ,Eigene Und Fremde Welten.2018.

中国文
- 「日中关系史中憧憬和不信任的反复」『日本研究』第180期, 2022
- 「憲法九條：非戰思想的水脈與脆弱的和平」八旗文化・台北
- 「滿洲國的實相與幻象」八旗文化・台北
- 「近代日本的東北亜区域秩序構想」中央研究院東北亜区域研究・台北
- 「國民帝國日本的異法域統合與差別」『臺湾史研究』16巻2期, 2009
- 「“多而合一”的秩序原理与亜洲価値論」呉志攀・李玉編『東亜的価値』北京大学出版社, 2010
- 「対亜洲的思想史探索及其視角」『台湾東亜文明研究学刊』10巻2期, 2013
- 「日本帝國形成的學知與心性」『思想41・新冠啓示録』台湾・聯経, 2020

ハングル
- 「사상과제로서의 아시아・그이후(思想課題としてのアジア、その後)」ソウル・J&C.
- 『사상과제로서의 아시아』정선태・윤대석訳, 소명출판, 2018.
- 「憲法9条の思想水脈」朴東誠訳, 東北亜歴史財団
- 「日露戦争の世紀：連鎖視点から見る日本と世界」鄭在貞訳, ソウル・小花
- 「キメラ：満洲国の肖像」尹大石訳, ソウル・スミョン出版
- 「多にして一のアジア」任城模訳, ソウル・チャンギ出版
- 「아시아의 시점에서 입헌주의를 생각한다(アジアの視点から立憲主義を考える)」『말과활馬と弓』11号
- 「만다라 로서의 중국(曼荼羅としての中国)」동북아재단편『연동하는 동아시아 문화(連動する東アジア文化)』　　역사공간
- 『동아시아 근현대통사：화해와 협력을 위한 역사인식(東アジア近現代通史：和解と協力のための歴史認識)』한철호・이규태・심재욱訳, ソウル:책과함께, 2017[9]
- 「역사학과 인문 · 사회과학의 현재, 그리고 기대의 지평으로(歴史学科人文・社会科学の現在、そして期待の地平に)」『東方學志』178, 2017.
- 『일본 헌법 9조와 비폭력 사상(日本憲法9条と非暴力思想)』図書出版, 2021．

フランス語
- La Première Guerre mondiale dans l’histoire de l’Asie orientale: un regard japonais, EbisuNo.53 [「東アジア史における第一次世界大戦：日本人の視点」]
- L’empire du Japon et choc de la Premiére Guerre mondiale,Revue D’histoireNo.249, 2013. [「大日本帝国と第一次世界大戦の衝突」]

ドイツ語
- Der Erste Weltkrieg und das japanische Empire, Bochumer Jahrbuch Zur'Ostasienforshung,No34, 2010. [「世界大戦と大日本帝国」]